# I Lay My Love on You
"I Lay My Love on You" é o quarto single a ser lançado do segundo álbum de estúdio da boy band irlandesa Westlife, Coast to Coast e o 9º no total. Foi lançado em muitas partes do mundo, incluindo Austrália, Ásia e principalmente a Europa, no entanto, não foi lançado no Reino Unido e Irlanda, embora tenha sido considerada uma faixa altamente popular. Ele alcançou a posição # 1 na MTV Asia Hitlist. A versão em espanhol da canção também foi gravada e pode ser encontrado na coletânea asiática, Released.

## Faixas
1. "I Lay My Love On You (Single Remix)" - 3:29
2. "Dreams Come True" - 3:07
3. "My Love (Radio Edit)" - 3:52
4. "Nothing Is Impossible" - 3:15

## Desempenho nas paradas
| Parada                           | Posição mais alta |
| -------------------------------- | ----------------- |
| Australian Singles Chart         | 29                |
| Austrian Singles Chart           | 23                |
| Belgian Singles Chart (Flanders) | 35                |
| Dutch Singles Chart              | 12                |
| German Singles Chart             | 50                |
| New Zealand Singles Chart        | 24                |
| Norwegian Singles Chart          | 16                |
| Swedish Singles Chart            | 10                |
| Swiss Singles Chart              | 39                |